# Dipcadi longifolium
Dipcadi longifolium är en sparrisväxtart som först beskrevs av John Lindley, och fick sitt nu gällande namn av John Gilbert Baker. Dipcadi longifolium ingår i släktet Dipcadi och familjen sparrisväxter. Inga underarter finns listade i Catalogue of Life.